# Chapeau à la valaque
 (avril 2025).
- Si vous ne connaissez pas le sujet, laissez ce bandeau (vous pouvez alors contacter les auteurs).
- Si vous supprimez le contenu mis en cause (vous pouvez préalablement contacter les auteurs),

argumentez précisément cette suppression dans la page de discussion
(un manque de référence n'est pas un argument ; une recherche réelle de référence doit avoir été effectuée, être formellement documentée).
Les chapeaux à la valaque sont principalement de trois sortes,,:
- Le plus porté était la căciulă[4], un bonnet en laine tantôt arrondi, tantôt cylindrique, souvent un peu haut et parfois pendant sur un côté : il peut être noir, brun ou blanc, et était déjà utilisé dans l'Antiquité par les Daces, Thraces et Phrygiens comme on le voit sur divers monuments dont la colonne Trajane ; la căciulă est encore portée en hiver et en montagne, et ne doit pas être confondue avec la chapka russe, qui a une forme différente ; en roumain le mot căciulă désigne aujourd'hui n'importe quel bonnet d'hiver, tandis que le mot şapcă, désigne n'importe quelle casquette et non une chapka (mot russe).
- Porté incliné et en été, le chapeau de berger transylvain, en feutre, à bordure étroite, est généralement noir ou gris.
- Le clop est un chapeau de paille de forme cylindrique en haut, mais évasée et conique en bas, porté surtout en été au nord de la Roumanie : il peut être brodé ou emplumé pour les occasions festives, notamment les noces.

Le terme « valaque » désigne ici non seulement les habitants de la Valachie (région méridionale de la Roumanie), mais l'ensemble des locuteurs des langues romanes orientales, soit les Roumains (dont les Moldaves) et les Aroumains.

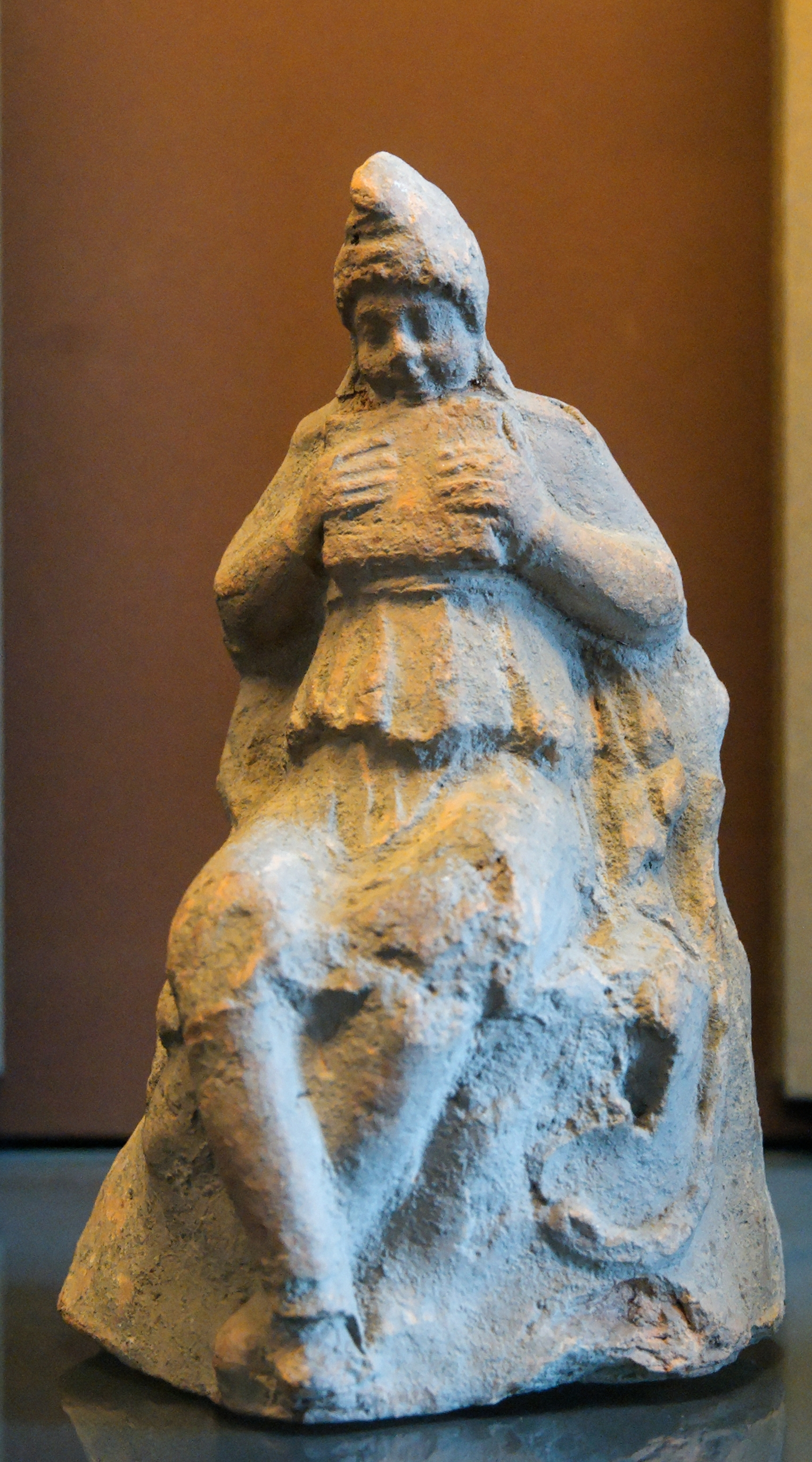
La căciulă dans l'Antiquité : ici Attis, terre cuite macédonienne, 200 av. notre ère, musée du Louvre.
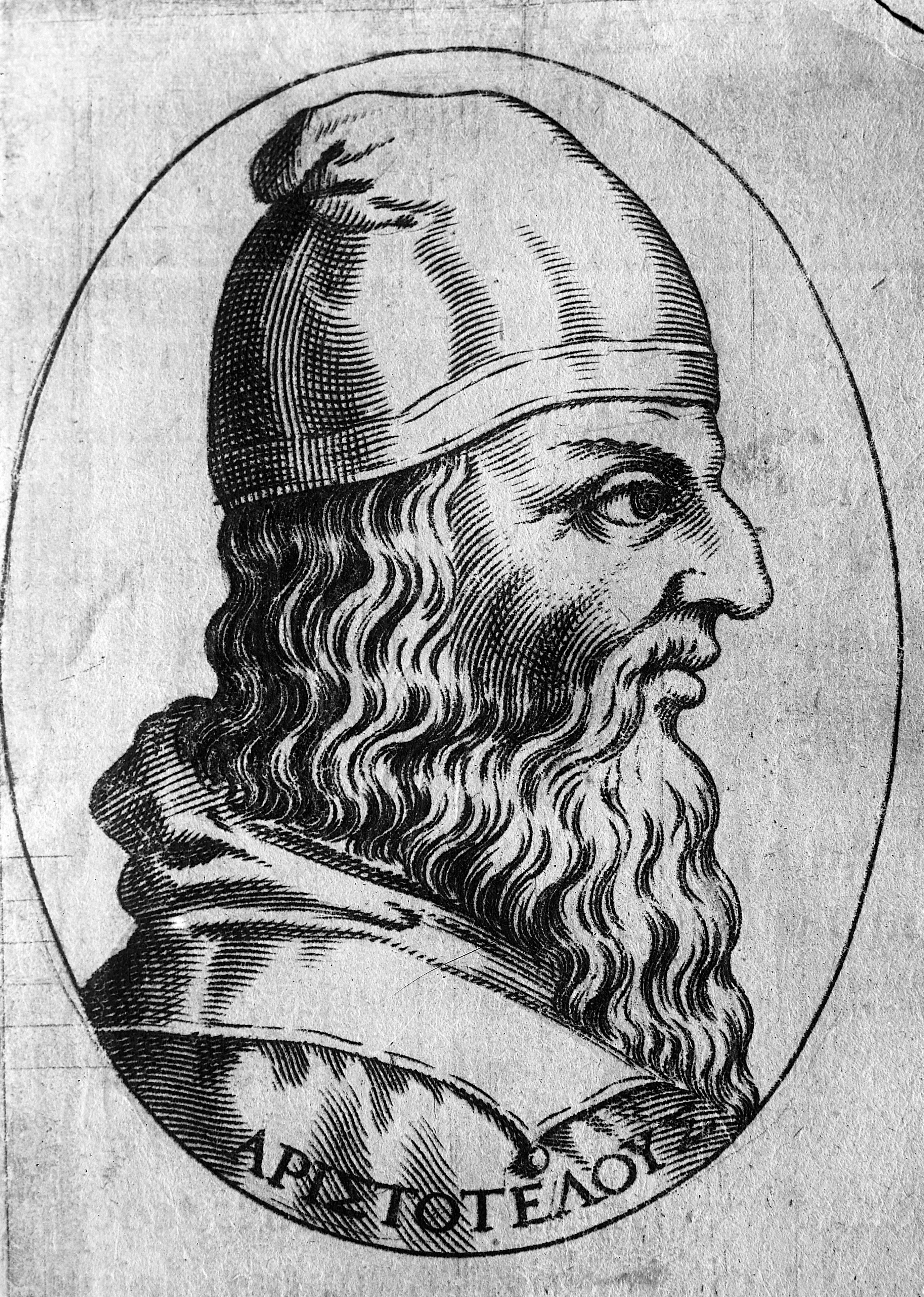
Aristote représenté avec un bonnet de type thrace.
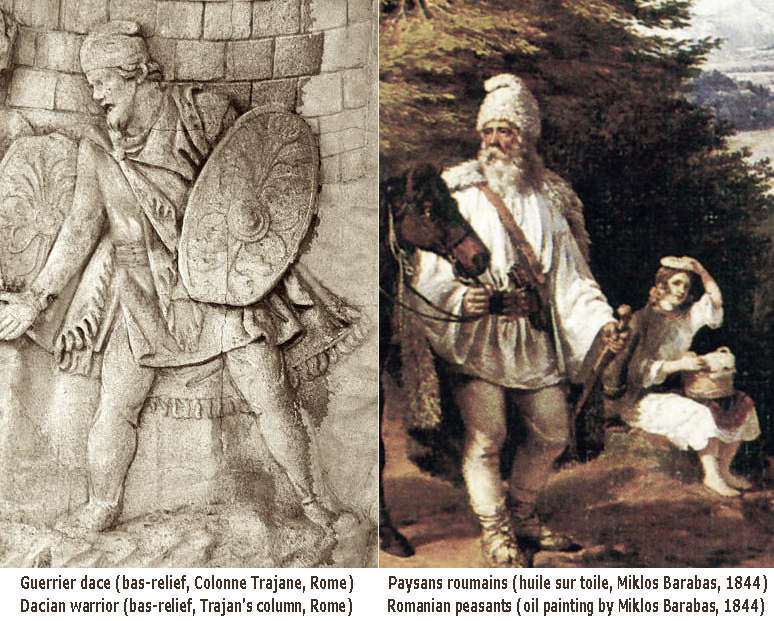
Les guerriers Daces de la colonne Trajane étaient, comme les paysans roumains du XIXe siècle, coiffés d'une căciulă.
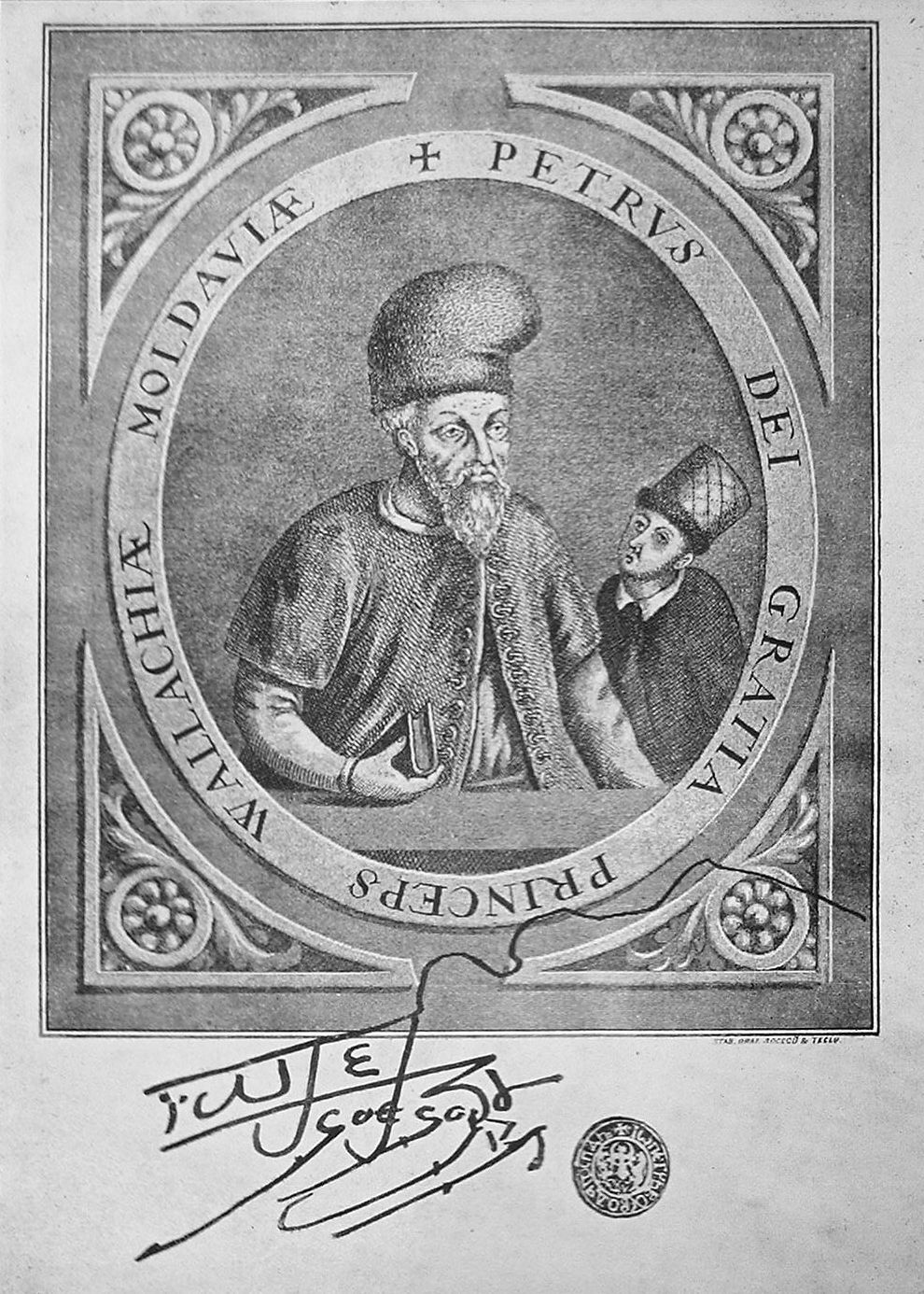
Le prince de Moldavie Pierre V le Boîteux coiffé de la căciulă, avec son fils Étienne, 1578.
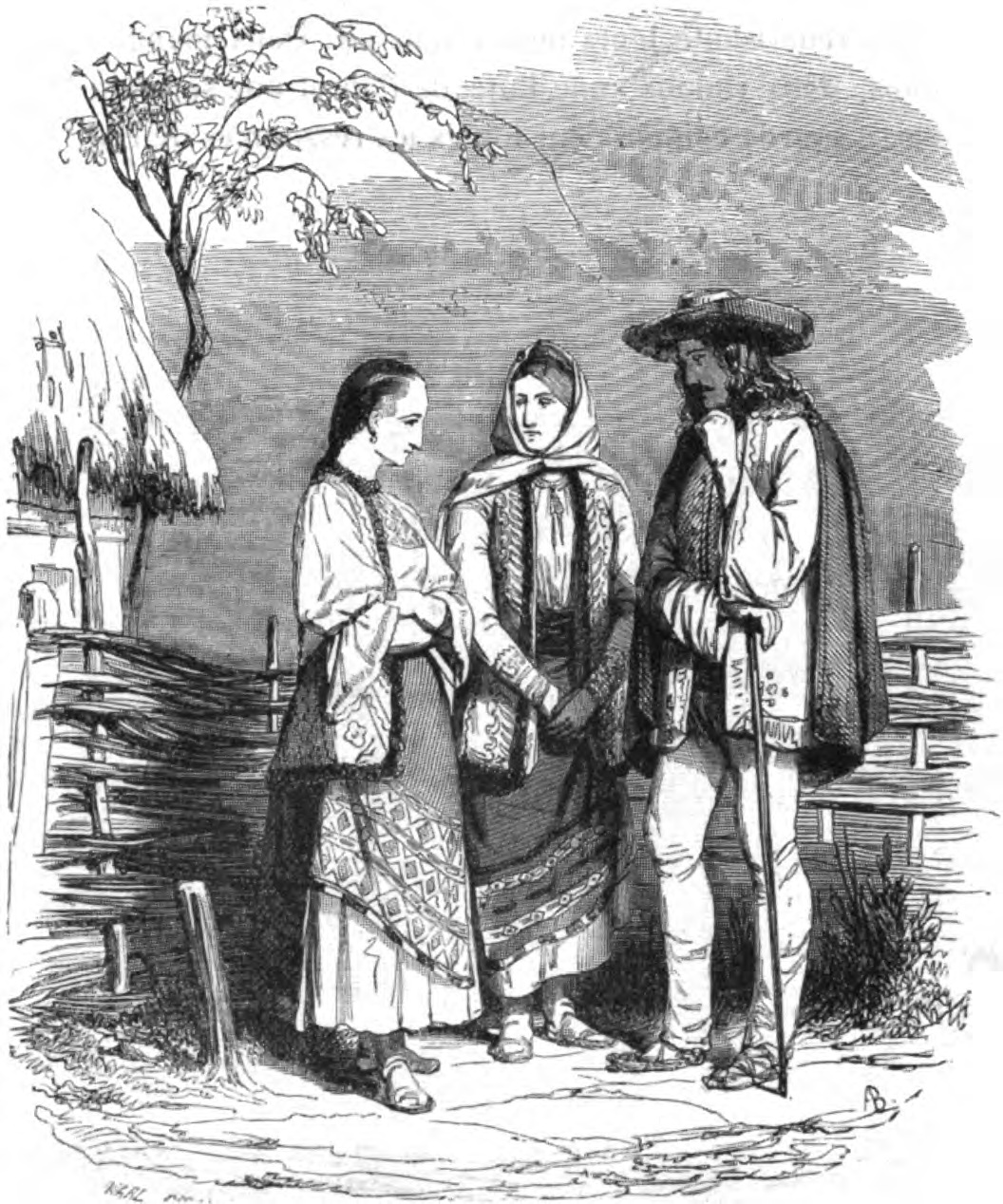
Chapeau à la valaque (d'été) en 1840.
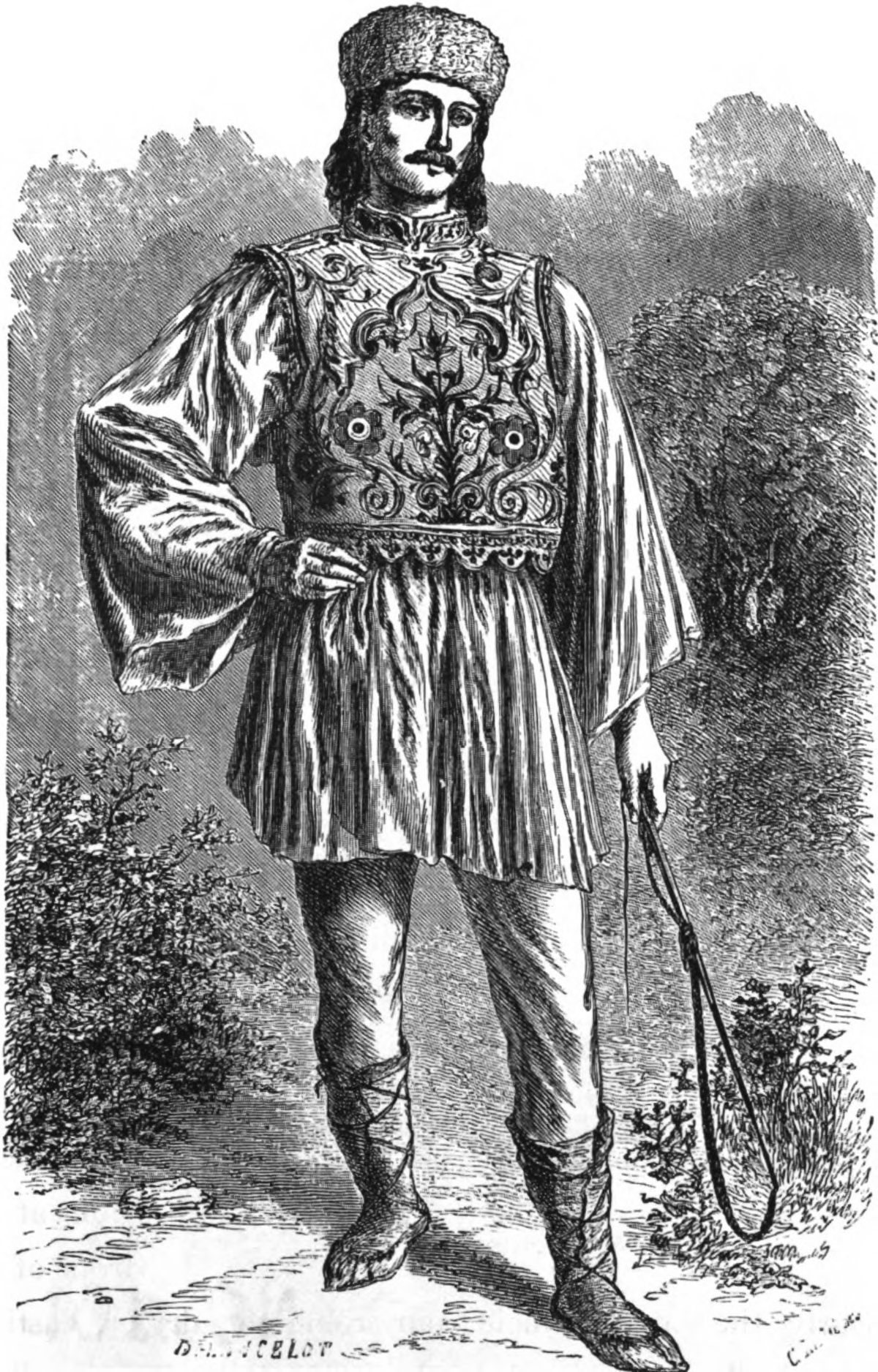
Un cocher valaque portant la căciulă cylindrique, dessiné par Dieudonné Lancelot au milieu du XIXe siècle.
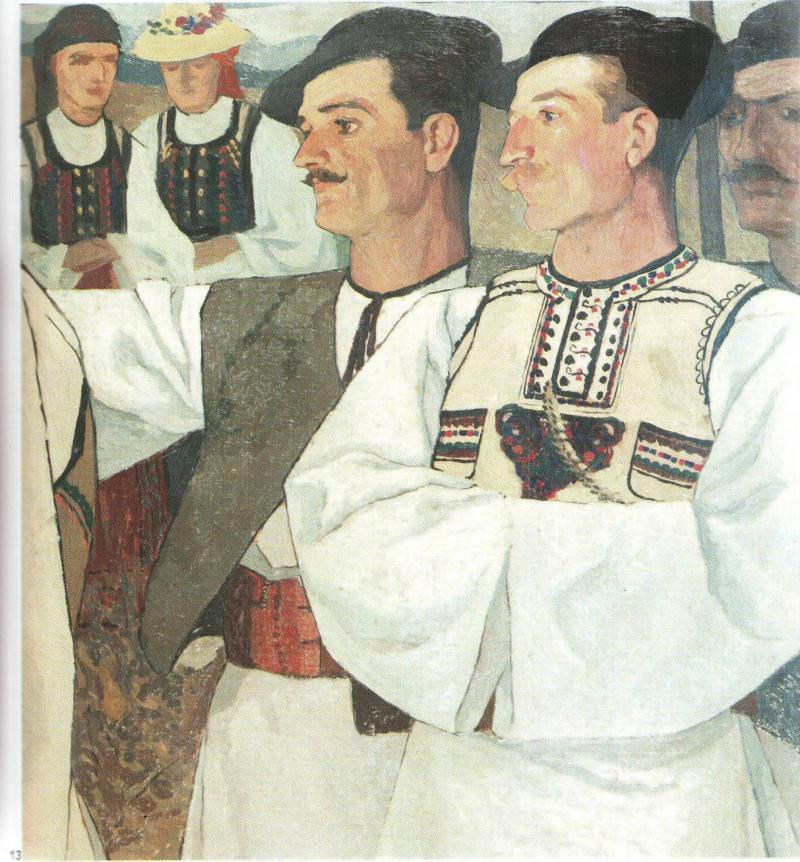
Motses transylvains portant leurs chapeaux traditionnels au XXe siècle.
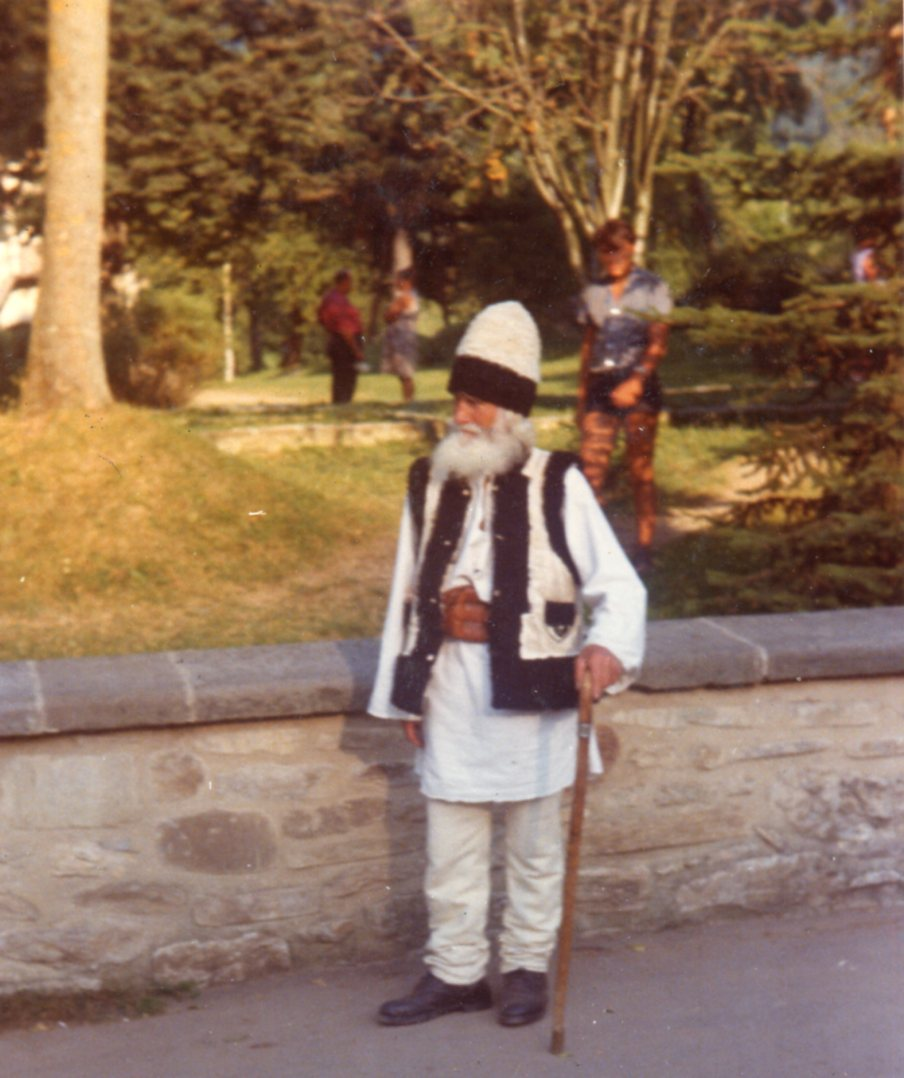
Moldave en costume traditionnel à căciulă bicolore, à Chișinău en 1995.
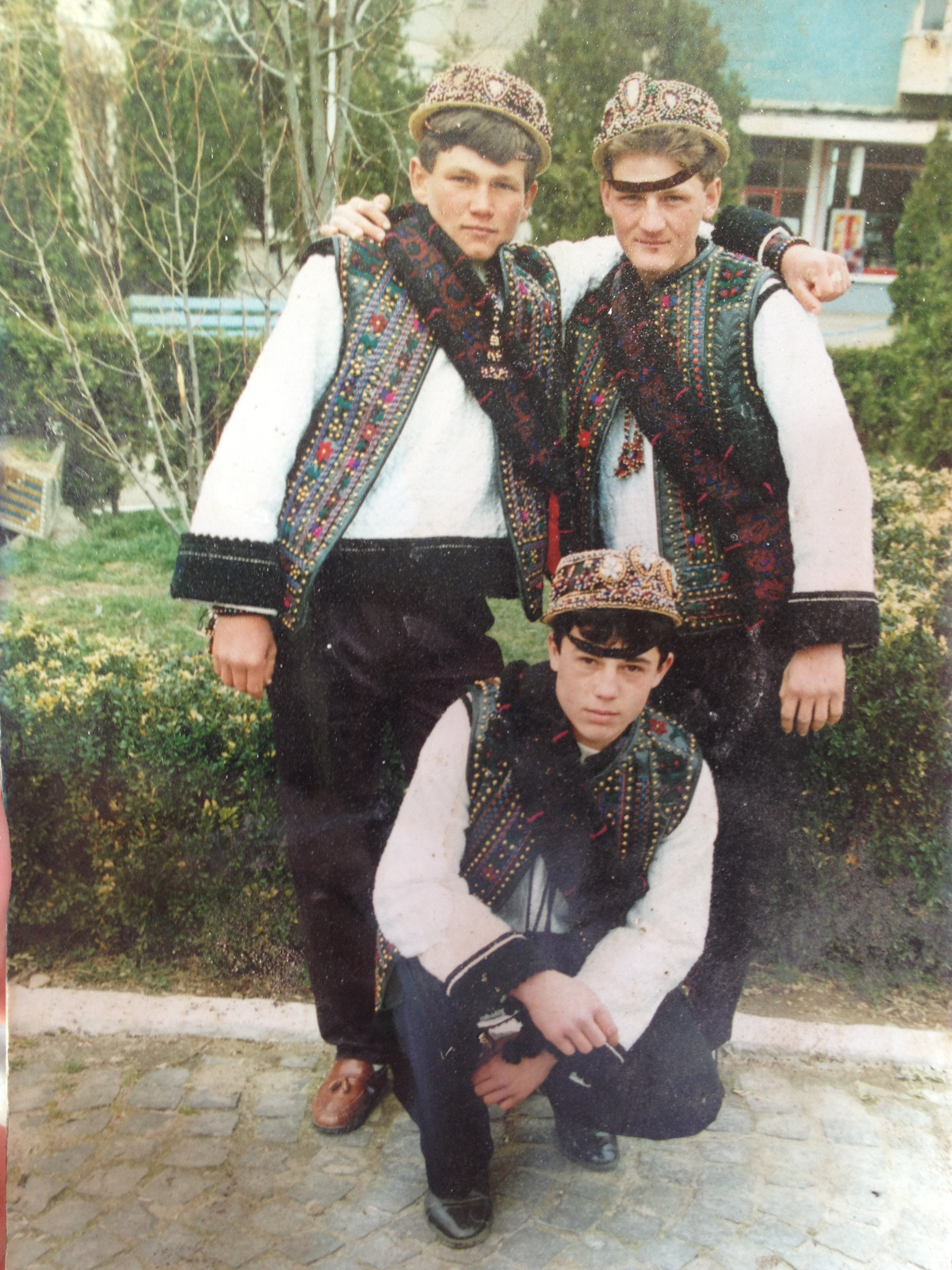
Le clop brodé du pays de Oaș.
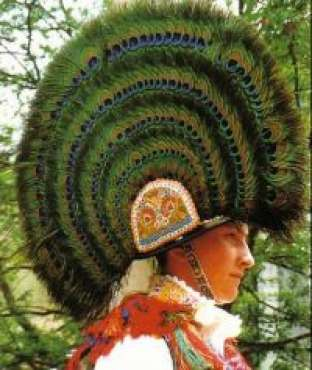
Un clop festif à plumes de paon du Maramureș.

## Sources
1. ↑  Dictionnaire (ro) DEX DEX.
2. ↑  Eva Nienholdt, (de) «Pelz in der europäischen Kleidung. Vorgeschichtliche Zeit bis zur Gegenwart.» In: Das Pelzgewerbe,Hermelin-Verlag, Leipzig, Berlin und Frankfurt am Main, Hefte Jg. VI / Neue Folge 1955 n° 2 bis Jg. IX / Neue Folge 1958 n° 6, 1955 Heft n° 2, S. 65, S. 255–256.
3. ↑  Alexander Tuma (de) Pelzlexikon, XIX. Band, XX. Band. Verlag Alexander Tuma, Wien 1950, articles „Barett“, „Bärenmütze“, „Kappe“ und „Pelzhut“.
4. ↑  Selon Scriban 1939 , l'étymologie de căciulă remonte au latin casibula qui a aussi donné le portugais cachola « caboche ».